# Hartberg-Fürstenfeld
Het Bezirk Hartberg-Fürstenfeld is een district in de deelstaat Stiermarken in het zuidoosten van Oostenrijk. Het is op 1 januari 2013 ontstaan door de fusie van de voormalige Bezirke Fürstenfeld en Hartberg. Het district heeft ongeveer 90.000 inwoners en bestaat uit de volgende gemeenten:

## Gemeenten
- Altenmarkt bei Fürstenfeld
- Bad Blumau
- Bad Loipersdorf
- Bad Waltersdorf
- Blaindorf
- Buch-Geiseldorf
- Burgau
- Dechantskirchen
- Dienersdorf
- Ebersdorf
- Eichberg
- Friedberg
- Fürstenfeld
- Grafendorf bei Hartberg
- Greinbach
- Großhart
- Großsteinbach
- Großwilfersdorf
- Hainersdorf
- Hartberg
- Hartberg Umgebung
- Hartl
- Hofkirchen bei Hartberg
- Ilz
- Kaibing
- Kaindorf
- Lafnitz
- Limbach bei Neudau
- Mönichwald
- Nestelbach im Ilztal
- Neudau
- Ottendorf an der Rittschein
- Pinggau
- Pöllau
- Pöllauberg
- Puchegg
- Rabenwald
- Riegersberg
- Rohr bei Hartberg
- Rohrbach an der Lafnitz
- Saifen-Boden
- Sankt Jakob im Walde
- Sankt Johann bei Herberstein
- Sankt Johann in der Haide
- Sankt Lorenzen am Wechsel
- Sankt Magdalena am Lemberg
- Schachen bei Vorau
- Schäffern
- Schlag bei Thalberg
- Schönegg bei Pöllau
- Sebersdorf
- Siegersdorf bei Herberstein
- Söchau
- Sonnhofen
- Stambach
- Stein
- Stubenberg
- Tiefenbach bei Kaindorf
- Übersbach
- Vorau
- Vornholz
- Waldbach
- Wenigzell
- Wörth an der Lafnitz